# Tugali
Tugali là một chi ốc biển nhỏs or limpets, là động vật thân mềm chân bụng sống ở biển trong họ Fissurellidae, the keyhole and slit limpets.

## Species and subspecies
Species and subCác loài trong chi Tugali gồm có:
- Tugali colvillensis Finlay, 1927
- Tugali elegans Gray, 1843
- Tugali stewartiana Powell, 1939
- Tugali suteri (Thiele, 1916)
  - Tugali suteri sutherlandi Fleming, 1948